# Araneus sturmi
Araneus sturmi este o specie de păianjeni din genul Araneus, familia Araneidae. A fost descrisă pentru prima dată de Hahn, 1831. Conform Catalogue of Life specia Araneus sturmi nu are subspecii cunoscute.